# Grønlangkål
Grønlangkål er en typisk jysk egnsret. Den kendes også på Lolland, Falster, Nordtyskland og som julemad i Halland og det nordvestlige Skåne.
I Danmark findes retten i lokale varianter. I gamle dage kogtes i Vendsyssel den ribbede, ikke hakkede kål med ukurante stykker flæsk og kogeben i gruekedlen. Efter kogningen knugedes kålen i boller, som blev sat i spisekammeret. Før servering blev grønkålsbollerne hakket meget lidt, derefter stegt i smør, margarine eller palmin for til sidst at blive rørt op med fløde. Nogle steder i Vendsyssel blev kålen serveret med kanelsukker, ofte blev der drukket rygende varm hvidtøl til. 
I Sønderjylland hakkes og koges grønkål, og der tilsættes fløde.